# 小川豊明
小川 豊明（おがわ ほうめい、1898年3月20日 - 1962年11月17日）は、日本の政治家。衆議院議員（5期、日本社会党）。多古町長。

## 来歴
千葉県香取郡多古町喜多の農家の長男として生まれる。日本社会党の衆議院議員となった小川三男は弟。
1915年多古町立多古農学校（現千葉県立多古高等学校）卒業。家業の農業に従事していたが、1920年に日本社会主義同盟に参加。『潮流』などを発刊して普選運動をする。
1930年に多古町会議員となるが、この間に立憲民政党の政治活動に参加した。その後、鉄道省による民営バスの買収反対運動などに参加した。友人が経営する石橋計器製作所の経営にもあたった。
1947年日本社会党入党。1948年多古町長就任。戦後は多古農協組合長、千葉県購連会長、全国購買農業協同組合連合会専務などを歴任した。1949年には第24回衆議院議員総選挙で千葉2区から労働者農民党候補として立候補し、落選している。
1952年10月1日の第25回衆議院議員総選挙で再び千葉2区から日本社会党公認で立候補して当選し、10年5期務めた。
在任中はロッキード事件、黄変米流通問題、ドミニカ糖事件、千葉食糧事務所が船橋運輸倉庫株式会社に寄託した内地米の紛失事件などの追及を行った。
衆議院議員として湿田単作地域農業改良促進対策審議会委員、その傍ら全国農村電化協会会長、日本農民組合千葉県連合会会長として農村発展のため活動、社会党では千葉県連合会顧問、財務委員会副委員長、政策審議会決算部会部長を歴任した。
農地解放を受けたにもかかわらず手続き上の不備を理由に旧地主に訴えられ、窮地に陥った印旛沼沿岸の農民らからの陳情に応じ、その支援をしている最中の1962年11月17日、千葉県千葉市の自宅で死去、64歳。死没日をもって勲二等瑞宝章追贈、従四位に叙される。
小川の死後、上記印旛沼農民の件は、小川の秘書だった小川国彦と山村新次郎、實川清之が協力して和解に導いている。

## 人物
小川がある人物が嫌いだと語っていたときに当の本人が現れたため、話を聞いていた社会党議員の加瀬完がその人物を追い返したところ、「君政治家というのはな、明日喧嘩することが分かっていても、今日はにこにこしているべきだよ。それに昨日まで悪い奴でも、今日はまた別かもしれない。君みたいに来る者を選り好みはすべきじゃないよ」と諭した。
また、成田空港問題に頭を悩ませていた千葉県知事の友納武人は、"お前たちは打ち壊しだけで、まとめを知らない"という当てつけも込めて「小川さんがいてくれたらね」と加瀬完に話し、加瀬自身も「この天才（小川）のいないため、空港にも県政にも敗れた」と認めている。

## 訳編書
- 野間清との共訳編、中国共産党中央委員会弁公庁編『中国の村づくり』石崎書店、1957年。

## 伝記
- 『小川豊明伝』小川豊明記念事業会、1963年。